# Дериан, Джеймс дер
Джеймс дер Дериан (англ. James Der Derian; род. 1955) — исследователь в области глобальной безопасности. Занимает должность директора Центра международных дисциплин безопасности Сиднейского университета с 2013 года.

## Биография
До своего назначения дер Дериан был профессором международных исследований в Институте Уотсона и профессором политологии в университете Брауна. В июле 2004 года он стал директором уотсонской программы глобальной безопасности, где также руководил проектом «Информационные технологии, война и мир в глобальной программе безопасности Института Уотсона».
Дер Дериан получил образование в университете Макгилла и в качестве стипендиата Родоса учился в Баллиол-колледже в Оксфордском университете, где получил степень магистра философии и доктора философии международных отношениях. В Баллиоле одним из его главных наставников был Хедли Булл.
Дер Дериан был приглашённым учёным в университете Южной Калифорнии, MIT, Гарвардском университете, Оксфорде и в Институте перспективных исследований в Принстоне. Он также работал в Массачусетском университете в Амхерсте.

## Научная деятельность
Он является автором книг On Diplomacy: A Genealogy of Western Estrangement (1987), On Diplomacy: A Genealogy of Western Estrangement (1992) и Virtuous War: Mapping the Military-Industrial-Media-Entertainment Network (2001); редактором книг International Theory: Critical Investigations (1995) и The Virilio Reader (1998); соредактором работ International/Intertextual Relations: Postmodern Readings of World Politics (с Майклом Шапиро, 1989), Global Voices: Dialogues In International Relations (с другими, 1993). Его последняя книга представляет собой сборник избранных эссе под названием Critical Practices of International Relations: Selected Essays (2009).
Его статьи о международных отношениях печатались в изданиях Review of International Studies, International Studies Quarterly, Cambridge Review of International Affairs, International Affairs, Brown Journal of World Affairs, Millennium, Alternatives, Cultural Values и Samtiden; о войне, технологиях и СМИ — в «Нью-Йорк Таймс», «Нейшн», «Вашингтон Квотерли» и Wired.
Совместно с кинокомпанией Ūdris Film дер Дериан выпустил три документальных фильма: Virtual Y2K, After 9/11 и Human Terrain: War Becomes Academic, последний из которых в 2009 году выиграл приз зрительских симпатий на фестивале Пополи во Флоренции и прошёл официальный отбор на многочисленные международные кинофестивали. Следующим документальным проектом стал фильм Project Z: The Final Global (сопродюсер — Филип Гара), премьера которого состоялась на Международном фестивале документального и анимационного кино в Лейпциге в 2012 году.

## Награды и звания
Джеймс дер Дериан — лауреат премии Bosch Berlin Prize в области государственной политики и научный сотрудник Американской академии в Берлине с января-марта 2011 года.